# Rozdory
Rozdory (en ukrainien : Роздори) ou Razdory (en russe : Раздоры) est une commune urbaine de l'oblast de Dnipropetrovsk, en Ukraine. Sa population s'élevait à 1 633 habitants en 2022.

## Géographie
Rozdory se trouve à 14 km à l'est de Synelnykove, à 55 km à l'est de Dnipro et à 442 km au sud-est de Kiev.

## Histoire
La fondation de Rozdory remonte à l'année 1778. Une gare ferroviaire y fut construite en 1882. Le village accéda au statut de commune urbaine en 1957.

## Population
Recensements (*) ou estimations de la population :
| 1959* | 1970* | 1979* | 1989* | 2001* |
| ----- | ----- | ----- | ----- | ----- |
| 4 478 | 2 313 | 2 144 | 2 005 | 1 842 |

| 2009  | 2010  | 2011  | 2012  | 2013  |
| ----- | ----- | ----- | ----- | ----- |
| 1 810 | 1 801 | 1 791 | 1 783 | 1 767 |